# Серебряное дерево
Серебряное дерево (лат. Leucadendron argenteum; африк. Witteboom или африк. Silwerboom) ― уязвимый вид растений семейства протейные, эндемичных для небольшой территории Капского полуострова в Южной Африке. Уровень эндемизма в регионе 31,9% — самый высокий на планете. Большинство деревьев вида растёт внутри и вокруг города Кейптаун, хотя также значительное количество произрастает вблизи городов Сомерсет-Уэст, Парл и Стелленбос (возможно, эти деревья были посажены человеком). В ЮАР является охраняемым деревом.

## Внешний вид
Серебряное дерево вечнозелёное. Обычно достигает 5―7 метров в высоту (а иногда и до 16 метров). Оно прямостоячее и пропорциональное, с толстым прямым стволом и серой корой. Мягкие, шелковистые листья ― блестящие, серебристые, ланцетные, по 8-15 см. в длину и в 2 см в ширину. Отличаются серебристым блеском, создаваемым густыми бархатистыми волосками. Цветки, опыляемые ветром, образуют густые шаровидные соцветия 4-5 см в диаметре и источают приятный аромат. Как и все левкадендроны, это дерево двудомное. Плод представляет собой тяжелую древесную шишку с множеством семян; каждое семя представляет собой небольшой орех с шелковистым парашютом, похожим на вертолёт, который позволяет ему разноситься ветром. После прорастания вырастает две зелёные голые кожистые семядоли.

## Распространение
Дерево называют «символом капской флоры», «выдающимся красавцем» среди деревьев, «самым характерным растением Капа», «наиболее известным представителем рода левкадендрон». Оно является эндемиком Капского флористического царства — самого маленького по площади на планете. Огромная серебряная протея ограничена крошечной территорией в Кейптауне и его окрестностях. Основная популяция растёт на склонах Столовой горы, особенно в районе Лайонс-хед, над мемориалом Родса и на горных склонах над Национальным ботаническим садом Кирстенбош.
Кроме того, поблизости есть три небольшие отдалённые популяции: в Стелленбосе, Сомерсет-Уэст и Парле (возможно, они были посажены здесь в начале основания Кейптауна). Популяция в Сомерсет-Уэст растёт в пределах объекта природного наследия под названием Ущелье Сильвертри в пригороде Испанской фермы.
Исторически серебряное дерево было более широко распространено на Столовой горе, покрывая большую часть её склонов мерцающими серебряными лесами. Однако большой спрос на древесину привёл к вырубке большей части этих лесов, и теперь серебряное дерево является редким и исчезающим видом.
Эндемик Южной Африки. Подсемейство названо в честь дерева, которое является самым выдающимся представителем вида в семействе Proteaceae — Leucadendron argenteum, которое садоводы и любители растений во всем мире знают как «серебряное дерево», но ранние голландские поселенцы окрестили его «виттебум», буквально «белое дерево». В 1691 году ботаник Леонард Плукенет использовал латинское название для описания виттебума и родственных ему растений. Таким образом, Leucadendron — общепринятое название этого вида.
Ярко выраженный серебряный цвет листьев дерева приобретает под воздействием горячих южных или ураганных северных ветров сверкающий металлический блеск. Карл Линней назвал этот вид «самым сияющим и великолепным из всех растений» . Дерево является одним из символических деревьев Южной Африки, часто используется в качестве украшения в рождественские праздники .

## Статус и меры по сохранению вида
Столовая гора это, пожалуй, единственное место, где серебряные деревья растут естественным образом, поскольку популяции возле Стелленбоша и Паарла (хотя и предположительно естественные) могли быть завезены со Столовой горы.
Перед лицом урбанизации, пожаров и инвазивных чужеродных деревьев, таких как сосны и камеди, серебристые деревья исчезли примерно с 74 % территории своего естественного ареала.
По оценкам, от 40 до 50 процентов от сохранившейся популяции сгорело во время пожара 26-27 января 2006 года.
Основным препятствием для размножения серебряного дерева является его короткая продолжительность жизни, поскольку большинство растений живут не более 20 лет. Однако это не влияет на сохранение вида, поскольку пожары омолаживают популяции в среднем каждые 15-20 лет.

## Геральдика
Ветви серебряного дерева изображены на гербе муниципалитета округа Оверберг Западной Капской провинции ЮАР.